# Rebel (film, 1973)
Pour les articles homonymes, voir Rebel.
Pour plus de détails, voir Fiche technique et Distribution.
Rebel (No Place to Hide) est un film réalisé par Robert Allan Schnitzer, sorti en 1973.

## Synopsis
Jerry Savage est prêt à tout pour son idéal. Il se retrouve mêlé aux activités d'un dangereux groupe de terroristes projetant de faire sauter un important building situé en plein centre de Manhattan. Mais les agents fédéraux sont au courant et traquent les membres de l'organisation dont Jerry fait partie.

## Fiche technique
- Titre original : No Place to Hide ou The Terrorists
- Titre français : Rebel
- Réalisation : Robert Allan Schnitzer
- Scénario : Larry Beinhart, Louis Pastore, Robert Allan Schnitzer
- Photographie : Marty Knopf
- Montage : LaReine Johnston
- Musique : Joseph Delacorte
- Production : David Appleton, Robert Allan Schnitzer
- Société de production : Galaxy Films
- Distribution : American Films Ltd
- Pays d'origine : États-Unis
- Langue : Anglais
- Format : Couleurs - 35 mm - Mono
- Genre : thriller
- Durée : 80 minutes
- Date de sortie en salles : 
  - septembre 1973 (Atlanta International Film Festival (en))
  - 1974 (cinéma)
  - 1980 (ressorti)
  - 2004 (première sortie en dvd)
  - 2010 (nouvelle édition en dvd)

## Distribution
- Sylvester Stallone (VF : Alain Dorval) : Jerry Savage
- Anthony Page : Tommy Trafler
- Rebecca Grimes : Laurie Fisher
- Vickie Lancaster : Estelle Ferguson
- Barbara Lee Govan : Marlena St James
- Dennis Tate : Ray Brown
- Roy White : William Decker
- Henry G. Sanders : James Henderson
- Jed Mills : Chuck Bradley

## Anecdote
Le film fut un échec cuisant à sa sortie. Il est ressorti en salles en 1980 avec un nouveau montage mettant plus en avant le personnage de Jerry Savage, exploitant ainsi la popularité de Sylvester Stallone, devenu entre-temps une star grâce à Rocky.